# Mà morta, truca a la porta!
Mà morta, truca a la porta! és una pel·lícula espanyola per televisió del 2008 dirigida per Ramon Costafreda sobre un guió adaptat per Miquel Obiols a partir de contes de Sergi Pàmies inclosos a Si menges una llimona sense fer ganyotes. Ha estat rodada en català.

## Argument
Un narrador explica set històries d'una colla de personatges quotidians entrecreuades a la ciutat de Barcelona que avancen per les caselles d’una xarranca. Jan és un dibuixant de llibres infantils que viu amb la seva filla Nora, de set anys, que va a l’escola amb en Pedro, fill de la Clàudia. Clàudia és una dona d’origen colombià jove i alegre, mare soltera i obsessionada amb els morts, que treballa netejant la casa de Júlia i Ernest, una atractiva parella d’advocats d'èxit. Un dia l'Ernest descobreix que la Júlia amaga a casa un vibrador. Després de dubtar, decideix provar-lo
Clàudia també treballa a un hospital on també hi treballa com a guàrdia de seguretat el Gasull, que encara viu amb la seva mare. Aquest segueix pel carrer la Pili, amb qui va tenir una relació fa 10 anys que va sortir malament. La Pili treballa a la l'estranya llibreria Rayuela, però abans havia estat representant de perfums. Més endavant coneixerà en Jan, amb qui començarà una relació.
Alhora Dalmau, un funcionari trist i infeliç, es dedica a espiar parelles mentre fan l’amor al cotxe, però pateix l'escarni d’una parella gai, la qual cosa el fa provocar un accident contra el cotxe on van el Jan i la Nora. El funcionari i la Nora hi moren. Alhora, la Clàudia pateix un atac de cor mentre juga amb el seu fill i mor. Tanmateix, Sant Pere li permet tornar a la terra, i un cop tornada, comença una relació amb el Gasull.

## Repartiment
- Agustí Villaronga - Narrador
- Pablo Derqui – Jan
- Leticia Dolera – Pili
- Gonzalo Cunill - Gasull
- Carlos Blanco – Ernest
- Helena Carrión – Júlia
- Carol García – Claudia
- Antonio Durán, Morris – Dalmau
- Georgina Amorós – Nora
- Pep Torrents – Sant Pere

## Producció
Es tracta d'una coproducció de Televisió de Catalunya amb Diagonal TV, Televisió de Galícia i Ficción Producciones. Produïda per televisió, el maig de 2008 fou projectada al Festival Nacional de Cinema i Ficció per a Televisió TV-Màlaga. Fou preestrenada als Cinemes Cinesa de Sant Cugat del Vallès el 12 de novembre de 2008.